# Mengusovce
Mengusovce (Hongaars: Menguszfalva, Duits: Mengsdorf) is een Slowaakse gemeente in de regio Prešov, en maakt deel uit van het district Poprad.
Mengusovce telt 627 inwoners.